# Религија у Србији
Религија у Србији (2022)
Доминантна религија у Србији је хришћанство, односно православље. По последњем попису из 2011. године, православни верници чине око 85 % становништва Србије. У мањем проценту су заступљени и католички верници (10.4 %), муслимани (3,3 %) и протестанти (0,92 %).

## Историја
Иако су у већем делу античког доба становници територије данашње Србије углавном били пагани, део подручја данашње Србије око Сирмијума и Сингидунума је представљао један од раних центара ширења хришћанства у Римском царству.
Срби су примили хришћанство у 9. веку. Након раскола Хришћанске цркве 1054. године, на подручју данашње Србије је доминирало православље, док се са севера ширио католицизам, а са југоистока богумилство.
Током османске владавине, на подручју данашње Србије су, поред православних Срба, живели и исламизовани Срби, а у мањем броју и други народи исламске или православне вере, као и Јевреји. Крајем 17. и у првој половини 18. века, када северни делови територије данашње Србије долазе под управу Хабзбуршке монархије, на ове просторе се почињу насељавати народи католичке и протестантске вероисповести (Немци, Мађари, Словаци, итд).
- Верска мапа територије данашње Србије у време Великог раскола 1054. године.
- Верска мапа територије данашње Србије у 14. веку.
- Верска мапа територије данашње Србије у 16. и 17. веку.

## Верска демографија
Подаци од 2002. на даље не укључују становнике Косова и Метохије.
| Вероисповест         | 1921.     | 1921. | 1953.     | 1953. | 1991.     | 1991. | 2002.     | 2002. | 2011.     | 2011. | 2022.     | 2022. |
| Вероисповест         | Број      | %     | Број      | %     | Број      | %     | Број      | %     | Број      | %     | Број      | %     |
| -------------------- | --------- | ----- | --------- | ----- | --------- | ----- | --------- | ----- | --------- | ----- | --------- | ----- |
| Православни Хришћани | 3.414.293 | 71,02 | 4.595.336 | 65,84 | 6.347.026 | 83,77 | 6.371.584 | 84,98 | 6.079.396 | 84,59 | 5.387.426 | 81,05 |
| Римски Католици      | 767.214   | 15,96 | 634.349   | 9,09  | 496.226   | 6,55  | 410.976   | 5,48  | 356.957   | 4,97  | 257.269   | 3,87  |
| Муслимани            | 427.174   | 8,89  | 699.839   | 10,03 | 224.120   | 2,96  | 239.658   | 3,2   | 222.828   | 3,1   | 278.212   | 4,19  |
| Јевреји              | 26.891    | 0,56  | 1.089     | 0,02  | 740       | 0,01  | 785       | 0,01  | 578       | 0,01  | 602       | 0,009 |
| Протестанти          |           |       | 111.537   | 1,6   | 88.275    | 1,17  | 80.837    | 1,08  | 71.284    | 0,99  | 54.678    | 0,82  |
| Остали Хришћани      |           |       | 33.312    | 0,48  |           |       |           |       | 3.211     | 0,04  | 59.346    | 0,89  |
| Источњачке религије  |           |       |           |       |           |       | 240       | 0,003 | 1.237     | 0,02  | 1.207     | 0,02  |
| Атеисти              |           |       | 890.031   | 12,75 |           |       | 40.068    | 0,53  | 80.053    | 1,11  | 74.139    | 1,12  |
| Агностици            |           |       |           |       |           |       |           |       | 4.010     | 0,06  | 8.654     | 0,13  |
| Неизјашњени          |           |       |           |       |           |       | 197.031   | 2,63  | 220.735   | 3,07  | 169.486   | 2,55  |
| Остале вероисповести | 155.148   | 3,23  | 1.991     | 0,03  | 420.450   | 5,55  | 19.768    | 0,26  | 1.776     | 0,02  | 500       | 0,008 |
| Не зна се            |           |       | 11.570    | 0,17  |           |       | 137.291   | 1,83  | 99.714    | 1,39  | 355.484   | 5,35  |
|                      |           |       |           |       |           |       |           |       |           |       |           |       |
| Укупно               | 4.807.605 | 100   | 6.979.154 | 100   | 7.576.837 | 100   | 7.498.001 | 100   | 7.186.862 | 100   | 6.647.003 | 100   |

- Верска припадност становништва Републике Србије, по општинама (1991)
- Верска припадност становништва Републике Србије, по општинама (1991)
- Верска припадност становништва Републике Србије, по општинама (2002)
- Верска припадност становништва Републике Србије, по општинама (2002)

- Верска припадност становништва Републике Србије, по општинама (2011)
- Верска припадност становништва Републике Србије, по општинама (2011)
- Верска припадност становништва Републике Србије, по општинама (2011)

## Хришћанство

### Православље
Већина становника Србије су верници Српске православне цркве, док је у деловима Србије настањеним румунским становништвом присутна и Румунска православна црква. Поред Срба и Румуна, у православне вернике у Србији се убрајају и Црногорци, Македонци, Бугари, Власи, Украјинци, Руси, Грци, као и део Рома, Југословена и Русина.
Православље је доминантно на већем делу територије Србије, изузимајући највећи део подручја Косова и Метохије, као и неколико општина и градова у Санџаку, на југу Србије или у делу Војводине. Православље је доминантно и у већини великих градова Србије, изузимајући Суботицу у којој су већина становника католици, Нови Пазар у коме су већина становника муслимани, као и веће градове Косова и Метохије у којима доминира ислам.
- Удео православаца у Србији по општинама 1991. године
- Удео православаца у Србији по општинама 2002. године

- Удео православаца у Србији по општинама 2011. године
- Удео православаца у Србији по општинама 2011. године

### Католицизам
Католицизам је доминантан у неколико општина на северу Војводине, као и у граду Суботици. Католички верници чине апсолутну већину становништва града Суботице, као и апсолутну већину становништва у општинама Кањижа, Сента, Ада и Чока, а такође и релативну већину у општинама Бечеј, Бачка Топола и Мали Иђош.
Верници Католичке цркве у Србији су углавном Мађари, Хрвати, Буњевци, Немци, Словенци, Чеси, Шокци, као и један број Рома, Југословена и Словака.
Већи део Русина, део Украјинаца и мањи део Румуна у Србији су припадници гркокатоличке вероисповести.

### Протестантизам
Протестанти чине апсолутну већину становништва у општини Бачки Петровац, као и релативну већину у општини Ковачица. Најбројнија етничка група у овим општинама су Словаци, који су на подручју Србије углавном протестанти, за разлику од већине Словака у Словачкој, који су углавном католици. У протестантске вернике у Србији спада и део других етничких група, пре свега Срба, Мађара и Немаца. Поред Бачког Петровца и Ковачице, значајан број протестаната живи и у Новом Саду и Старој Пазови (у којима већину становништва чине православни хришћани). У Новом Саду се налази и неколико протестантских цркава, у којима се службе углавном обављају на српском језику. Протестантизам (углавном у форми назаренства) је почео да се шири међу Срби у Војводини у 19. веку. Иако проценат протестаната међу Србима није велики, ово је једина верска форма изузев православља, која је данас значајно заступљена у српском народу.

## Ислам
Ислам је доминантна религија на већем делу Косова и Метохије, као и у делу Санџака (град Нови Пазар и општине Тутин и Сјеница) и делу јужне Србије (општине Прешево и Бујановац). Исламски верници у Србији укључују етничке Албанце, Бошњаке, Муслимане, Горанце, Египћане, Ашкалије, као и један део Рома.

## Јудаизам
По попису из 2022. године у Србији је живело 602 Јевреја, углавном у Београду (365) и Војводини (196).

## Држава и верске заједнице
За односе Републике Србије са верским заједницама задужена је Управа за сарадњу с црквама и верским заједницама, која делује у склопу Министарства правде Републике Србије. На ову управу су 2014. године пренети сви послови дотадашње Канцеларије за сарадњу с црквама и верским заједницама, која је била основана 2012. године, након укидања дотадашњег Министарства вера и дијаспоре.
Правни оквир за делатност верских заједница уређен је Уставом Републике Србије и посебним Законом о црквама и верским заједницама. При Министарству правде Републике Србије води се Регистар цркава и верских заједница у који се уписују верске заједнице које своју делатност остварују на подручју Републике Србије.